# European Rugby Challenge Cup (2017/2018)
European Rugby Challenge Cup 2017/2018 – dwudziesty drugi sezon European Rugby Challenge Cup, rozgrywek klubowych w rugby union w Europie, które rangą przewyższa tylko European Rugby Champions Cup. Zwycięzcą rozgrywek została walijska drużyna Cardiff Blues, która zdobyła to trofeum po raz drugi w historii (poprzednio – w 2010). W rozegranym w hiszpańskim Bilbao finale pokonała ona angielską ekipę Gloucester, dwukrotnego zdobywcę tego pucharu i finalistę z poprzedniego sezonu. Finał rozgrywek po raz pierwszy w historii został rozegrany poza granicami państw, których reprezentacje uczestniczą w Pucharze Sześciu Narodów.

## Uczestnicy i system rozgrywek
W rozgrywce uczestniczyło 20 drużyn klubowych z krajów europejskich. 18 miejsc zagwarantowano drużynom z krajów uczestniczących w rozgrywkach Pucharu Sześciu Narodów:
- 4 drużyny z miejsc 8–11 z poprzedniego sezonu rozgrywek angielskiej ligi Premiership oraz najlepsza drużyna z poprzedniego sezonu angielskiej ligi RFU Championship (drugi poziom rozgrywkowy w Anglii);
- 5 drużyn z miejsc 8–12 z poprzedniego sezonu rozgrywek francuskiej ligi Top 14 oraz 2 najlepsze drużyny z poprzedniego sezonu francuskiej ligi Pro D2 (drugi poziom rozgrywkowy we Francji);
- wszystkie 3 drużyny z międzynarodowej ligi Pro12, które nie zakwalifikowały się European Rugby Champions Cup lub do kwalifikacji do tych rozgrywek;
- 3 drużyny uczestniczące w kwalifikacjach do European Rugby Champions Cup (2017/2018), które nie uzyskały awansu (w kwalifikacjach tych brały udział drużyny z Premiership, Top 14 i Pro12).

Dwa pozostałe miejsca uzyskały dwie najlepsze drużyny poprzedniego sezonu rozgrywek European Rugby Continental Shield, w których uczestniczą drużyny z krajów europejskich nie biorących udziału w Pucharze Sześciu Narodów oraz z Włoch (w sezonie 2016/2017: Włochy, Rosja, Hiszpania, Belgia, Niemcy, Rumunia).
Uczestnicy rozgrywek:
| Premiership i RFU Championship                                                                                 | Top 14 i Pro D2 | Pro12 | Continental Shield                  |
| --- | --- | --- | ----------------------------------- |
| Anglia: - Newcastle Falcons - Gloucester - Sale Sharks - Worcester Warriors - London Irish (RFU Championships) | Francja: - Stade Français (kwalifikacje do Champions Cup) - Brive - Pau - Lyon - Bordeaux Bègles - Tuluza - Oyonnax (Pro D2) - Agen (Pro D2) | Irlandia: - Connacht (kwalifikacje do Champions Cup) Walia: - Cardiff Blues (kwalifikacje do Champions Cup) - Dragons Szkocja: - Edynburg Włochy: - Zebre | Rosja: - Jenisiej-STM - Krasnyj Jar |

W pierwszej fazie drużyny podzielone były na pięć grup po cztery drużyny. Wszystkie zespoły grały ze sobą dwukrotnie: mecz i rewanż. Awans do fazy pucharowej uzyskali zwycięzcy grup oraz trzy najlepsze drużyny z drugich miejsc. W kolejnej fazie rozgrywki toczyły się w systemie pucharowym (ćwierćfinały, półfinały i finał), a drużyny rozgrywały ze sobą tylko po jednym meczu. W tej fazie drużyny były rozdzielane zgodnie z ustalonym na podstawie fazy grupowej rankingu (od miejsca w rankingu uzależnione było też przyznanie roli gospodarza w ćwierćfinałach i półfinałach).
W fazie grupowej drużyny otrzymywały 4 punkty za zwycięstwo, 2 punkty za remis i 0 punktów w przypadku porażki. Ponadto mogły otrzymać punkty bonusowe: 1 punkt za zdobycie co najmniej 4 przyłożeń w meczu (niezależnie od wyniku) i 1 punkt za porażkę różnicą najwyżej 7 punktów. W przypadku równej liczby punktów w tabeli grupowej o wyższym miejscu decydował bilans bezpośrednich spotkań (liczba punktów, bilans punktów, liczba przyłożeń), w przypadku braku rozstrzygnięcia lub braku bezpośrednich spotkań (w rankingu po fazie grupowej) kolejno: bilans punktów, liczba przyłożeń, mniejsza liczba kar indywidualnych (żółtych i czerwonych kartek) i losowanie.

## Faza grupowa
W pierwszej kolejce rozgrywek grupowych doszło do sensacji. Debiutująca w Challenge Cup rosyjska drużyna Krasnyj Jar pokonała u siebie zwycięzcę ubiegłorocznej edycji tych rozgrywek i dwukrotnego finalistę najważniejszych klubowych rozgrywek europejskich European Rugby Champions Cup Stade Français.

### Grupa 1
Wyniki spotkań (w nawiasach - liczba przyłożeń):
|                   | Newcastle Falcons | Dragons     | Bordeaux Bègles | Jenisiej-STM |
| Newcastle Falcons | –                 | 32:27 (4:3) | 54:24 (8:3)     | 64:7 (10:1)  |
| Dragons           | 25:27 (3:3)       | –           | 33:17 (5:2)     | 15:0 (3:0)   |
| Bordeaux Bègles   | 20:21 (2:3)       | 36:28 (5:3) | –               | 36:27 (6:3)  |
| Jenisiej-STM      | 19:33 (3:5)       | 21:28 (3:4) | 17:57 (2:8)     | –            |

Tabela:
| Pozycja | Drużyna           | Mecze | Wygrane | Remisy | Porażki | Bilans punktów | Bilans przyłożeń | Punkty bonusowe | Punkty razem |
| ------- | ----------------- | ----- | ------- | ------ | ------- | -------------- | ---------------- | --------------- | ------------ |
| 1.      | Newcastle Falcons | 6     | 6       | 0      | 0       | 229:122 (+107) | 33:15            | 4               | 28           |
| 2.      | Dragons           | 6     | 3       | 0      | 3       | 156:133 (+23)  | 21:17            | 4               | 16           |
| 3.      | Bordeaux Bègles   | 6     | 3       | 0      | 3       | 190:178 (+12)  | 26:24            | 4               | 16           |
| 4.      | Jenisiej-STM      | 6     | 0       | 0      | 6       | 91:233 (-142)  | 12:36            | 1               | 1            |

### Grupa 2
Wyniki spotkań (w nawiasach - liczba przyłożeń):
|               | Cardiff Blues | Sale Sharks | Lyon        | Tuluza      |
| Cardiff Blues | –             | 14:6 (1:0)  | 29:19 (4:3) | 18:13 (2:1) |
| Sale Sharks   | 24:0 (2:0)    | –           | 15:13 (2:1) | 20:20 (2:2) |
| Lyon          | 18:21 (2:3)   | 27:24 (3:3) | –           | 21:11 (2:1) |
| Tuluza        | 15:17 (2:2)   | 28:21 (4:3) | 30:23 (4:2) | –           |

Tabela:
| Pozycja | Drużyna       | Mecze | Wygrane | Remisy | Porażki | Bilans punktów | Bilans przyłożeń | Punkty bonusowe | Punkty razem |
| ------- | ------------- | ----- | ------- | ------ | ------- | -------------- | ---------------- | --------------- | ------------ |
| 1.      | Cardiff Blues | 6     | 5       | 0      | 1       | 99:95 (+4)     | 12:10            | 1               | 21           |
| 2.      | Tuluza        | 6     | 2       | 1      | 3       | 117:120 (-3)   | 14:13            | 4               | 14           |
| 3.      | Sale Sharks   | 6     | 2       | 1      | 3       | 110:102 (+8)   | 12:11            | 2               | 12           |
| 4.      | Lyon          | 6     | 2       | 0      | 4       | 121:130 (-9)   | 13:17            | 3               | 11           |

### Grupa 3
Wyniki spotkań (w nawiasach - liczba przyłożeń):
|            | Gloucester  | Pau         | Zebre        | Agen        |
| Gloucester | –           | 24:34 (3:4) | 69:12 (11:2) | 61:16 (9:1) |
| Pau        | 27:21 (3:3) | –           | 42:14 (6:2)  | 26:12 (4:2) |
| Zebre      | 26:33 (4:5) | 33:38 (3:5) | –            | 38:30 (4:3) |
| Agen       | 24:45 (4:6) | 21:40 (3:6) | 45:10 (7:1)  | –           |

Tabela:
| Pozycja | Drużyna    | Mecze | Wygrane | Remisy | Porażki | Bilans punktów | Bilans przyłożeń | Punkty bonusowe | Punkty razem |
| ------- | ---------- | ----- | ------- | ------ | ------- | -------------- | ---------------- | --------------- | ------------ |
| 1.      | Pau        | 6     | 6       | 0      | 0       | 207:125 (+82)  | 28:16            | 5               | 29           |
| 2.      | Gloucester | 6     | 4       | 0      | 2       | 253:139 (+114) | 37:18            | 5               | 21           |
| 3.      | Zebre      | 6     | 1       | 0      | 5       | 133:257 (-124) | 16:37            | 4               | 8            |
| 4.      | Agen       | 6     | 1       | 0      | 5       | 148:220 (-72)  | 20:30            | 2               | 6            |

### Grupa 4
Wyniki spotkań (w nawiasach - liczba przyłożeń):
|                | Stade Français | Edynburg     | London Irish | Krasnyj Jar |
| Stade Français | –              | 17:10 (3:2)  | 7:44 (1:7)   | 39:24 (5:2) |
| Edynburg       | 34:33 (3:3)    | –            | 50:20 (8:3)  | 78:0 (12:0) |
| London Irish   | 20:26 (2:4)    | 14:37 (1:5)  | –            | 47:17 (7:2) |
| Krasnyj Jar    | 34:29 (5:5)    | 14:73 (2:10) | 17:24 (2:4)  | –           |

Tabela:
| Pozycja | Drużyna        | Mecze | Wygrane | Remisy | Porażki | Bilans punktów | Bilans przyłożeń | Punkty bonusowe | Punkty razem |
| ------- | -------------- | ----- | ------- | ------ | ------- | -------------- | ---------------- | --------------- | ------------ |
| 1.      | Edynburg       | 6     | 5       | 0      | 1       | 282:98 (+184)  | 40:12            | 5               | 25           |
| 2.      | Stade Français | 6     | 3       | 0      | 3       | 151:166 (-15)  | 21:21            | 5               | 17           |
| 3.      | London Irish   | 6     | 3       | 0      | 3       | 169:154 (+15)  | 24:22            | 4               | 16           |
| 4.      | Krasnyj Jar    | 6     | 1       | 0      | 5       | 106:290 (-184) | 13:43            | 2               | 6            |

### Grupa 5
Wyniki spotkań (w nawiasach - liczba przyłożeń):
|                    | Brive       | Connacht    | Worcester Warriors | Oyonnax     |
| Brive              | –           | 31:38 (5:4) | 33:7 (5:1)         | 38:13 (5:2) |
| Connacht           | 55:10 (7:1) | –           | 15:8 (2:1)         | 50:14 (8:2) |
| Worcester Warriors | 30:20 (4:3) | 24:24 (4:3) | –                  | 35:14 (4:1) |
| Oyonnax            | 19:29 (1:4) | 15:43 (2:5) | 27:20 (3:2)        | –           |

Tabela:
| Pozycja | Drużyna            | Mecze | Wygrane | Remisy | Porażki | Bilans punktów | Bilans przyłożeń | Punkty bonusowe | Punkty razem |
| ------- | ------------------ | ----- | ------- | ------ | ------- | -------------- | ---------------- | --------------- | ------------ |
| 1.      | Connacht           | 6     | 5       | 1      | 0       | 225:102 (+123) | 29:15            | 4               | 26           |
| 2.      | Brive              | 6     | 3       | 0      | 3       | 161:162 (-1)   | 23:19            | 5               | 17           |
| 3.      | Worcester Warriors | 6     | 2       | 1      | 3       | 124:133 (-9)   | 16:17            | 5               | 15           |
| 4.      | Oyonnax            | 6     | 1       | 0      | 5       | 102:215 (-113) | 11:28            | 0               | 4            |

### Ranking drużyn po fazie grupowej
Ranking drużyn po fazie grupowej (w zielonych wierszach drużyny, które zapewniły sobie awans):
| Pozycja | Zwycięzca grupy     | Punkty razem | Bilans punktów | Przyłożenia |
| ------- | ------------------- | ------------ | -------------- | ----------- |
| 1.      | Pau                 | 29           | +82            | 28          |
| 2.      | Newcastle Falcons   | 28           | +107           | 33          |
| 3.      | Connacht            | 26           | +123           | 29          |
| 4.      | Edynburg            | 25           | +184           | 40          |
| 5.      | Cardiff Blues       | 21           | +4             | 12          |
| Pozycja | Druga drużyna grupy | Punkty razem | Bilans punktów | Przyłożenia |
| 6.      | Gloucester          | 21           | +114           | 37          |
| 7.      | Brive               | 17           | -1             | 23          |
| 8.      | Stade Français      | 17           | -15            | 21          |
| 9.      | Dragons             | 16           | +23            | 21          |
| 10.     | Tuluza              | 14           | -3             | 14          |

## Faza pucharowa

### Drabinka
|  |              |                   |              |                   |    |           |               |           |  |  |       |       |       |
|  | Ćwierćfinały | Ćwierćfinały      | Ćwierćfinały |                   |    | Półfinały | Półfinały     | Półfinały |  |  | Finał | Finał | Finał |
|  | Ćwierćfinały | Ćwierćfinały      | Ćwierćfinały |                   |    | Półfinały | Półfinały     | Półfinały |  |  | Finał | Finał | Finał |
|  |              |                   |              |                   |    |           |               |           |  |  |       |       |       |
|  |              |                   |              |                   |    |           |               |           |  |  |       |       |       |
|  | 4            | Edynburg          | 6            |                   |    |           |               |           |  |  |       |       |       |
|  | 4            | Edynburg          | 6            |                   |    |           |               |           |  |  |       |       |       |
|  | 5            | Cardiff Blues     | 20           |                   |    |           |               |           |  |  |       |       |       |
|  | 5            | Cardiff Blues     | 20           |                   |    | 5         | Cardiff Blues | 16        |  |  |       |       |       |
|  |              |                   |              |                   |    | 5         | Cardiff Blues | 16        |  |  |       |       |       |
|  |              |                   | 1            | Pau               | 10 |           |               |           |  |  |       |       |       |
|  | 1            | Pau               | 1            | Pau               | 10 | 35        |               |           |  |  |       |       |       |
|  | 1            | Pau               |              |                   |    |           |               |           |  |  |       |       |       |
|  | 8            | Stade Français    | 32           |                   |    |           |               |           |  |  |       |       |       |
|  | 8            | Stade Français    | 32           |                   |    | 5         | Cardiff Blues | 31        |  |  |       |       |       |
|  |              |                   |              |                   |    |           |               |           |  |  |       |       |       |
|  |              |                   | 6            | Gloucester        | 30 |           |               |           |  |  |       |       |       |
|  | 3            | Connacht          | 6            | Gloucester        | 30 | 28        |               |           |  |  |       |       |       |
|  | 3            | Connacht          |              |                   |    |           |               |           |  |  |       |       |       |
|  | 6            | Gloucester        | 33           |                   |    |           |               |           |  |  |       |       |       |
|  | 6            | Gloucester        | 33           |                   |    | 6         | Gloucester    | 33        |  |  |       |       |       |
|  |              |                   |              |                   |    | 6         | Gloucester    | 33        |  |  |       |       |       |
|  |              |                   | 2            | Newcastle Falcons | 12 |           |               |           |  |  |       |       |       |
|  | 2            | Newcastle Falcons | 2            | Newcastle Falcons | 12 | 25        |               |           |  |  |       |       |       |
|  | 2            | Newcastle Falcons |              |                   |    |           |               |           |  |  |       |       |       |
|  | 7            | Brive             | 10           |                   |    |           |               |           |  |  |       |       |       |
|  | 7            | Brive             | 10           |                   |    |           |               |           |  |  |       |       |       |

### Ćwierćfinały
| 30 marca 201820:00 | Newcastle Falcons                                                                                      | 25:10(12:10) | Brive                                                                | Kingston Park, Newcastle upon Tyne Widzów: 4053 Sędzia: John Lacey (Irlandia) |
| 30 marca 201820:00 | Przyłożenia: Wilson 17', Kibirige 23', Tait 58', 67' Podwyższenie: Flood 18' Rzut karny: Hodgson 80'+1 | 25:10(12:10) | Przyłożenie: Herjean 27' Podwyższenie: Bézy 28' Rzut karny: Bézy 22' | Kingston Park, Newcastle upon Tyne Widzów: 4053 Sędzia: John Lacey (Irlandia) |

| 30 marca 201821:00 | Pau | 35:32(27:14) | Stade Français | Stade du Hameau, Pau Widzów: 10 064 Sędzia: JP Doyle (Irlandia) |
| 30 marca 201821:00 | Przyłożenia: Vatubua 4', Stanley 22', Daubagna 37', Lespiaucq 52' Podwyższenia: Taylor 5', 23', 38' Rzuty karne: Taylor 16', 31', 74' | 35:32(27:14) | Przyłożenia: Daguin 6', Francoz 40'+3, Camara 43', O’Connor 78' Podwyższenia: Plisson 6', 40'+4, 44 Rzuty karne: Plisson 42', 59' | Stade du Hameau, Pau Widzów: 10 064 Sędzia: JP Doyle (Irlandia) |

| 31 marca 201813:00 | Connacht | 28:33(10:17) | Gloucester | Galway Sportsgrounds, Galway Widzów: 8129 Sędzia: Romain Poite (Francja) |
| 31 marca 201813:00 | Przyłożenia: Marmion 7', Aki 19', Adeolokun 45', Healy 70' Podwyższenie: Ronaldson 71' Rzuty karne: Carty 49', Ronaldson 67' | 28:33(10:17) | Przyłożenia: Hanson 3', Marshall 26', Trinder 37', Afoa 55' Podwyższenia: Williams 38', 57' Rzuty karne: Williams 42', 63', Twelvetrees 77' | Galway Sportsgrounds, Galway Widzów: 8129 Sędzia: Romain Poite (Francja) |
| 31 marca 201813:00 | Butler 77' | 28:33(10:17) | Morgan 25' · Ludlow 67' | Galway Sportsgrounds, Galway Widzów: 8129 Sędzia: Romain Poite (Francja) |

| 31 marca 201817:45 | Edynburg                           | 6:20(3:14) | Cardiff Blues                                                                                 | Murrayfield Stadium, Edynburg Widzów: 7065 Sędzia: Mathieu Raynal (Francja) |
| 31 marca 201817:45 | Rzuty karne: van der Walt 18', 48' | 6:20(3:14) | Przyłożenia: Jenkins 21', Scully 29' Podwyższenia: Evans 22', 31' Rzuty karne: Evans 50', 65' | Murrayfield Stadium, Edynburg Widzów: 7065 Sędzia: Mathieu Raynal (Francja) |
| 31 marca 201817:45 | Jenkins 66'                        | 6:20(3:14) |                                                                                               | Murrayfield Stadium, Edynburg Widzów: 7065 Sędzia: Mathieu Raynal (Francja) |

### Półfinały
| 20 kwietnia 201819:45 | Gloucester | 33:12(15:5) | Newcastle Falcons                                     | Kingsholm Stadium, Gloucester Widzów: 10 857 Sędzia: Pascal Gaüzère (Francja) |
| 20 kwietnia 201819:45 | Przyłożenia: Marshall 21', Matu’u 40+1', Burns 46', Vellacott 74' Podwyższenia: Twelvetrees 40'+3, 75' Rzuty karne: Twelvetrees 27', 58', 68' | 33:12(15:5) | Przyłożenia: Lawson 9', 53' Podwyższenie: Hodgson 54' | Kingsholm Stadium, Gloucester Widzów: 10 857 Sędzia: Pascal Gaüzère (Francja) |

| 21 kwietnia 201813:00 | Cardiff Blues                                                                    | 16:10(13:10) | Pau                                                                    | Cardiff Arms Park, Cardiff Widzów: 11 723 Sędzia: John Lacey (Irlandia) |
| 21 kwietnia 201813:00 | Przyłożenie: Anscombe 5' Podwyższenie: Evans 6' Rzuty karne: Evans 23', 38', 73' | 16:10(13:10) | Przyłożenie: Smith 19' Podwyższenie: Taylor 20' Rzut karny: Taylor 34' | Cardiff Arms Park, Cardiff Widzów: 11 723 Sędzia: John Lacey (Irlandia) |

### Finał
Finał został rozegrany 11 maja 2018 na stadionie San Mamés w Bilbao w Hiszpanii – po raz pierwszy w historii poza granicami sześciu krajów-uczestników Pucharu Sześciu Narodów. Spotkały się w nim drużyny walijska Cardiff Blues (zwycięzca rozgrywek z 2010) oraz angielska Gloucester (dwukrotny zdobywca pucharu, z 2006 i 2015 oraz finalista z poprzedniego sezonu). Po dramatycznym spotkaniu zwycięstwo różnicą zaledwie jednego punktu odniosła drużyna walijska.
W pierwszej połowie spotkania dużą przewagę zdobyli rugbyści z Gloucester, którzy wykonali dwa przyłożenia i na przerwę schodzili z wysoką, czternastopunktową przewagą (mogła być ona jeszcze wyższa gdyby nie budząca wątpliwości decyzja sędziego o nieuznaniu trzeciego przyłożenia zespołu angielskiego). Po przerwie znacznie lepiej zaprezentował się zespół walijski, który dzięki dwóm przyłożeniom uzyskanym wkrótce po powrocie na boisko doprowadził do wyrównania. W 62 minucie przewagę odzyskał zespół angielski dzięki przyłożeniu Australijczyka Jamesa Hansona i podwyższeniu niemylącego się w tym meczu Billy’ego Twelvetreesa. Od 74 minucie rugbyści z Gloucester musieli jednak grać w osłabieniu w związku z żółtą kartką dla jednego z zawodników. Drużyna walijska wykorzystała przewagę i już minutę później zmniejszyła swoją stratę do 2 punktów po przyłożeniu dokonanym w samym rogu boiska, jednak kop Garetha Anscombe'a na podwyższenie z trudnej pozycji, który mógł wyrównać wynik, okazał się nieskuteczny. Kilka minut później, tuż przed końcem meczu Anscombe jeszcze raz stanął przed szansą zdobycia punktów i mimo niemal równie trudnej pozycji tym razem skutecznie wyegzekwował rzut karny, który dał minimalne, jednopunktowe zwycięstwo ekipie Cardiff.
Najlepszym graczem meczu został uznany Olly Robinson z drużyny Cardiff Blues – rezerwowy, który wszedł na boisko już w 7 minucie meczu.
| 11 maja 201821:00 | Cardiff Blues | 31:30(6:20) | Gloucester | San Mamés, Bilbao Widzów: 32 543 Sędzia: Jérôme Garcès, Francja |
| 11 maja 201821:00 | Przyłożenia: Williams 41', Smith 54', Scully 75' Podwyższenia: Evans 41', 55' Rzuty karne: Evans 4', 15', 50', Anscombe 78' | 31:30(6:20) | Przyłożenia: Trinder 8', Atkinson 37', Hanson 58' Podwyższenia: Twelvetrees 9', 38', 59' Rzuty karne: Twelvetrees 26', 40'+1, 62' | San Mamés, Bilbao Widzów: 32 543 Sędzia: Jérôme Garcès, Francja |
| 11 maja 201821:00 | Ludlow 74' | 31:30(6:20) | | San Mamés, Bilbao Widzów: 32 543 Sędzia: Jérôme Garcès, Francja |

## Statystyki turnieju
Najwięcej punktów w rozgrywkach – po 56 – zdobyli Jarrod Evans z Cardiff Blues i Jack Carty z Connacht, o punkt mniej od nich uzyskał Owen Williams z Gloucester. Evans wykonał najwięcej skutecznych podwyższeń (10), a Williams najwięcej skutecznych rzutów karnych (18). Najwięcej przyłożeń w rozgrywkach (10) zdobył Adam Radwan z Newcastle Falcons.